# Agostino Cornacchini

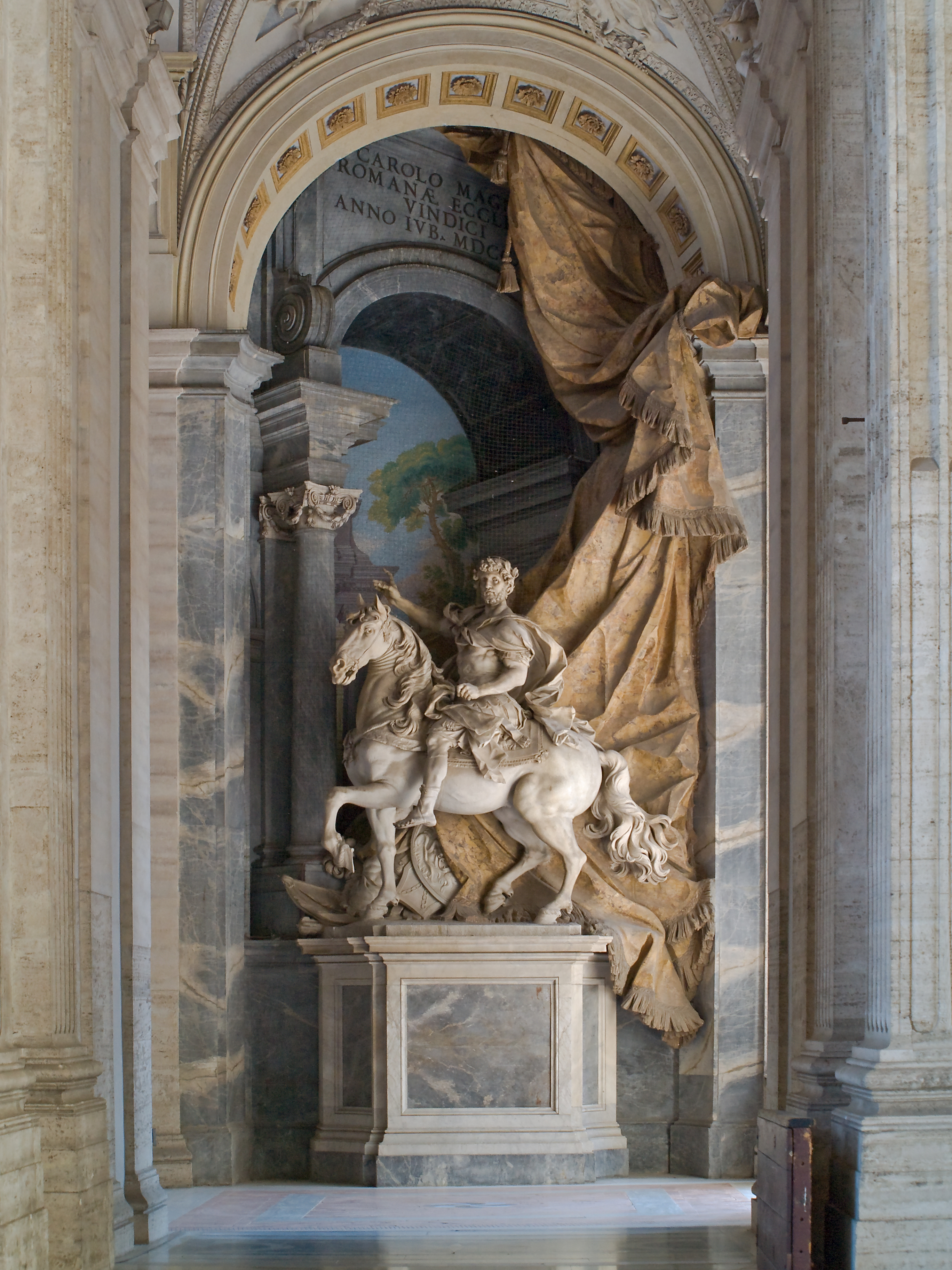
Monumento equestre de Carlo Magno, Agostino Cornacchini (1725), na Basílica de São Pedro, Vaticano, Itália

Agostino Cornacchini (Pescia, 27 de agosto de 1686 – Roma, 1754) foi um escultor e pintor italiano, em atividade sobretudo em Roma.

## Obras
Em 1697, mudou-se para Florença, onde foi aluno de Giovanni Battista Foggini. Em 1712,  transferiu-se para Roma, onde realizou para a Basílica de São Pedro, Vaticano, a estátua equestre de Carlos Magno (1720-1725). 
Outras obras são encontradas nas catedais de Orvieto, Ancona, Pistoia e na Basílica de Superga em Torino.
O busto de mámore do cardeal Luigi Omodei, conservada na nave principal da Basílica de São Ambrósio e Carlos al Corso, também é um de seus trabalhos.
Foi encarregado pelo cardeal húngaro Michele Federico Althann a desenvolver a escultura de São João Nepomuceno, atualmente sobre Ponte Milvio, em Roma.
Em sua cidade natal, a ele é atribuída a escadaria da Igreja de Santo Estéfano e São Nicolau.